# Grial

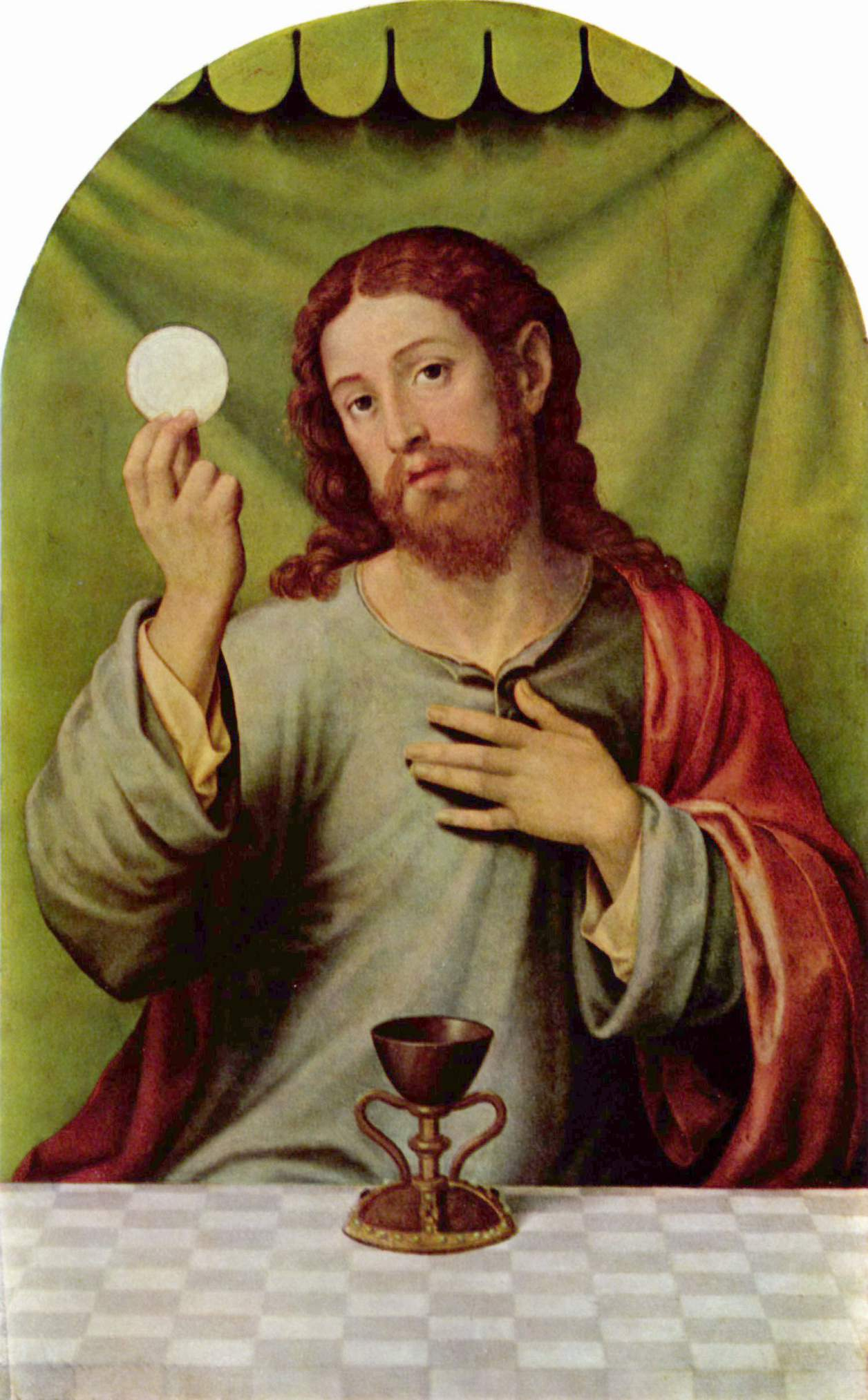
Jesucristo durante la Última Cena con el grial, por Juan de Juanes (1570). La copa representada se corresponde con el Cáliz de la Catedral de Valencia.

El santo grial o, simplemente, grial es el recipiente o copa usada por Jesucristo en la Última Cena. La relación entre el grial, el Cáliz y José de Arimatea procede de la obra de Robert de Boron Joseph d'Arimathie, publicada en el siglo XII. Según este relato, Jesús, ya resucitado, se aparece a José para entregarle el grial y ordenarle que lo lleve a la isla de Britania. Siguiendo esta tradición, autores posteriores cuentan que el mismo José usó el cáliz para recoger la sangre y el agua emanadas de la herida abierta por la Lanza Sagrada del centurión Longinos en el costado de Cristo y que, más tarde, en Britania, estableció una dinastía de guardianes para mantenerlo a salvo y escondido. La búsqueda del santo grial es un importante elemento en las historias relacionadas con el rey Arturo (el Ciclo Artúrico o Materia de Bretaña), donde se combinan la tradición cristiana con antiguos mitos celtas referidos a un caldero divino.
Otras leyendas acerca del grial se entrecruzan con las relativas a las distintas copas antiguas que se consideran el Santo Cáliz.

## Etimología
La palabra grial —pronunciada graal en francés antiguo, galaico-portugués, inglés medio y alemán, grazal en los textos provenzales y greasal en catalán— parece ser una adaptación del término latino gradalis que implica la idea de un plato, escudilla o bandeja con viandas que es llevado a la mesa en diferentes momentos (gradus) de una comida. Al respecto dice Helinand de Froidmont en su Chronicon (siglo XIII): «Gradalis o gradale en francés, es un plato ancho y hondo, en el cual los alimentos son presentados ceremoniosamente, de uno en uno, ante un rico durante el desarrollo de la comida. En lengua vernácula se lo llama greal, el cual satisface y a la vez da la bienvenida a una comida; es de plata o algún metal precioso similar, en tanto que su contenido es una abrumadora serie de costosos manjares».

## Historia

### Chrétien de Troyes
El primer autor en mencionar el grial es, entre 1181 y 1191, el poeta Chrétien de Troyes en su narración Perceval, también llamada Le Conte du Graal. La obra, presentada como tomada de un libro antiguo, habla de la visita de Perceval —quien aspira a ser caballero del rey Arturo— al castillo del Rey Pescador, en el cual se le muestra un grial. Dentro del mismo hay una especie de oblea que alimenta, milagrosamente, al herido padre del Rey. Perceval no pregunta por el significado de este objeto, lo cual le es reprochado más tarde. Aunque posee un claro simbolismo cristiano, en el cual doce reyes reactualizan la Última Cena, Chrétien no explica en qué consiste el grial, y la obra se interrumpe bruscamente. El autor no lo denomina «santo», ni lo designa como «el grial», sino simplemente como «un grial» y considera más importante su contenido —la hostia consagrada del catolicismo— que el recipiente.

### Robert de Boron
La obra de Chrétien de Troyes marcaría el comienzo de la leyenda, pero serían Robert de Boron y Wolfram von Eschenbach quienes la desarrollarán de la manera que la conoció la Europa medieval. Robert de Boron, en Joseph d'Arimathie y Estoire del San Graal, es el responsable de transformar el «grial» de Chrétien en «El santo grial». Este autor inglés espiritualiza el simple plato mencionado por el francés y lo convierte en la copa de la Última Cena, la misma que, según sostenían las leyendas, José de Arimatea usó después para recoger la sangre de las heridas durante la crucifixión de Cristo. De Boron es también el primero en afirmar que José y su familia llevaron el grial a lugares no especificados de Britania.

## Las leyendas del grial

El grial aparece en el escudo de Galicia.

A partir de este momento, los textos se concentran en dos historias diferentes. Por un lado, las relacionadas con la búsqueda del santo grial, emprendida por los caballeros del rey Arturo, y, por otro, las que relatan la propia historia del grial desde los tiempos de José de Arimatea.
Entre las primeras se pueden citar:
- Parzival, obra del caballero y poeta alemán Wolfram von Eschenbach, en la cual el concepto de De Boron sobre la santidad del grial es unido al relato de Chrétien de Troyes.
- Las cuatro continuaciones de la obra inconclusa de Chrétien de Troyes. Escritas por diferentes autores en los cincuenta años posteriores a la historia original, siguen el relato hasta la muerte de Perceval, ahora guardián del grial, quien finalmente lo lleva consigo al Cielo.
- El llamado Percival de Didot (nombre del propietario del manuscrito) que es probablemente una versión en prosa de la Estorie de Robert Boron.
- El poema galés Peredur, generalmente incluido en los Mabinogion, inspirado en la obra de Chrétien pero que incorpora elementos de tradiciones precristianas, como el culto céltico del Caldero.
- El Perlesvaus, o Li Hauz Livres du Graal, considerado el que más se aparta de las tradiciones arturianas al dar versiones diferentes a las aceptadas sobre los personajes de la historia.
- El Diu Crône (La corona), poema alemán de Heinrich von dem Türlin, en el cual es Gawain, antes que Perceval, quien obtiene el grial.
- El episodio de Lancelot en la llamada Vulgata arturiana, donde se introduce a Galahad como el héroe de la historia.
- La Queste del Saint Graal, también parte de la Vulgata, que describe las aventuras de Galahad hasta conseguir el grial.

De las segundas se mencionan:
- La propia obra de Robert de Boron.
- La Estoire del Saint Graal, primera parte de la Vulgata, escrita antes del episodio de Lancelot, que amplía el texto de Robert de Boron con nuevos detalles.
- Joseph de Arimathie, un poema aliterado escrito en inglés hacia 1310, que describe las actividades de José después de la Resurrección de Cristo y lo retrata como un apóstol predicador y guardián del grial.
- La Chronica sive Antiquitates Glastoniensis Ecclesiae (Crónica o Antigüedades de la Iglesia de Glastonbury), de John Seen, un monje local, en la que se dice que el grial y la tumba de José de Arimatea habían estado en dicha iglesia.
- De Sancto Joseph ab Arimathea, escrito hacia 1430 por Fray John Capgrave, de Norfolk.
- Historia del santo grial de Herry Lovelich, escrita hacia 1450, la primera traducción inglesa del cuento de la vulgata francesa Estoire del San Graal. Aquí, Josephes, el hijo de José, es el protagonista y el énfasis se pone en José de Arimatea y sus actividades de lograr conversiones en Britania, mientras que es minimizada su conexión con el grial.
- La Crónica de John Hardyng, completada en 1465, vincula a Arturo con José de Arimatea, a quien acredita la construcción de la Mesa Redonda original.
- El poema Jerusalem, en el prólogo al Milton de William Blake, escrito en 1808, evoca antiguas tradiciones que hacían de José el tío de Jesús y relataban la venida de este, en su niñez, a Britania.

### ElPercevalde Chrétien
Esta obra francesa inacabada dejó paso a numerosas terminaciones, en muchos casos incongruentes entre ellas. Los elementos de esta novela en relación con la leyenda son, de una parte, la caracterización de Perceval como caballero, que se ve involucrado sin saberlo en la demanda del grial, y el «castillo del grial» custodiado por caballeros que sirven al «rey del grial» o «rey pescador».

### ElParsifalde Eschenbach
Este libro refleja la tradición alemana que luego inspiraría la ópera de Richard Wagner. La historia presenta grandes paralelismos con la tradición francesa, aunque tiene elementos específicos, el más importante de los cuales es la identificación del grial con una piedra preciosa «del más puro origen». Según algunos estudiosos, Wolfram von Eschenbach se inspiró para esta descripción en el pasaje del Apocalipsis (2, 17), en el cual se habla de «una piedra blanca» entregada por el Señor a su elegido. La abadesa y mística Hildegard von Bingen, en el siglo XII, lo relaciona con la lapis exillis, piedra desprendida de la corona de Lucifer en el momento de su rebelión contra Dios.

### Ciclo de laVulgata
Estos textos, fuertemente influidos por los escritos de san Bernardo de Claraval, presentan la «búsqueda del santo Grial» dentro del marco general de las leyendas del rey Arturo, o Materia de Bretaña. Se añaden así a la tradición otros elementos, tales como una descripción del origen y significado del grial. 
El cáliz pertenecía, según estos relatos, al servicio de mesa de José de Arimatea quien, según la tradición, organizó la Última Cena. Después de la crucifixión, José de Arimatea solició a Poncio Pilatos que le entregara el cuerpo de Jesús; el cual hizo enterrar en una tumba de su propiedad. Junto al cuerpo recibió también la lanza de Longinos, reliquia que desde entonces acompañó al Grial. 
José fue encarcelado por las autoridades judías y liberado, milagrosamente, tras la resurrección de Jesús. Enfrentado a la persecución, y como era un comerciante con negocios en las minas de estaño de Britania, José se embarcó rumbo a esa isla, llamada también Albión. En su viaje trasportó las dos preciosas reliquias, el Grial y la Lanza, y las conservó consigo en la capilla que erigió en Glastonbury. Al morir José, sus acompañantes Brian y Alan, el gran pescador, fueron encargados de custodiarlas y, desde entonces, hubo un caballero encargado de tal misión, residente en un castillo cercano.
Años más tarde, sir Balin el Salvaje quiso robar el Grial y sir Pelles, su guardián, combatió para impedirlo; al perder su espada, Balin tomó la lanza sagrada e hirió a Pelles. En ese momento el castillo se derrumbó a causa de la profanación y el Grial desapareció de la vista de los hombres hasta que un caballero puro de corazón lo encontrara. 
Sir Galahad, el más santo de los caballeros de la Mesa Redonda, halló el cáliz, pero tal era su pureza que ambos, Grial y caballero, fueron tranportados al Reino Celestial.

## Supuestos griales

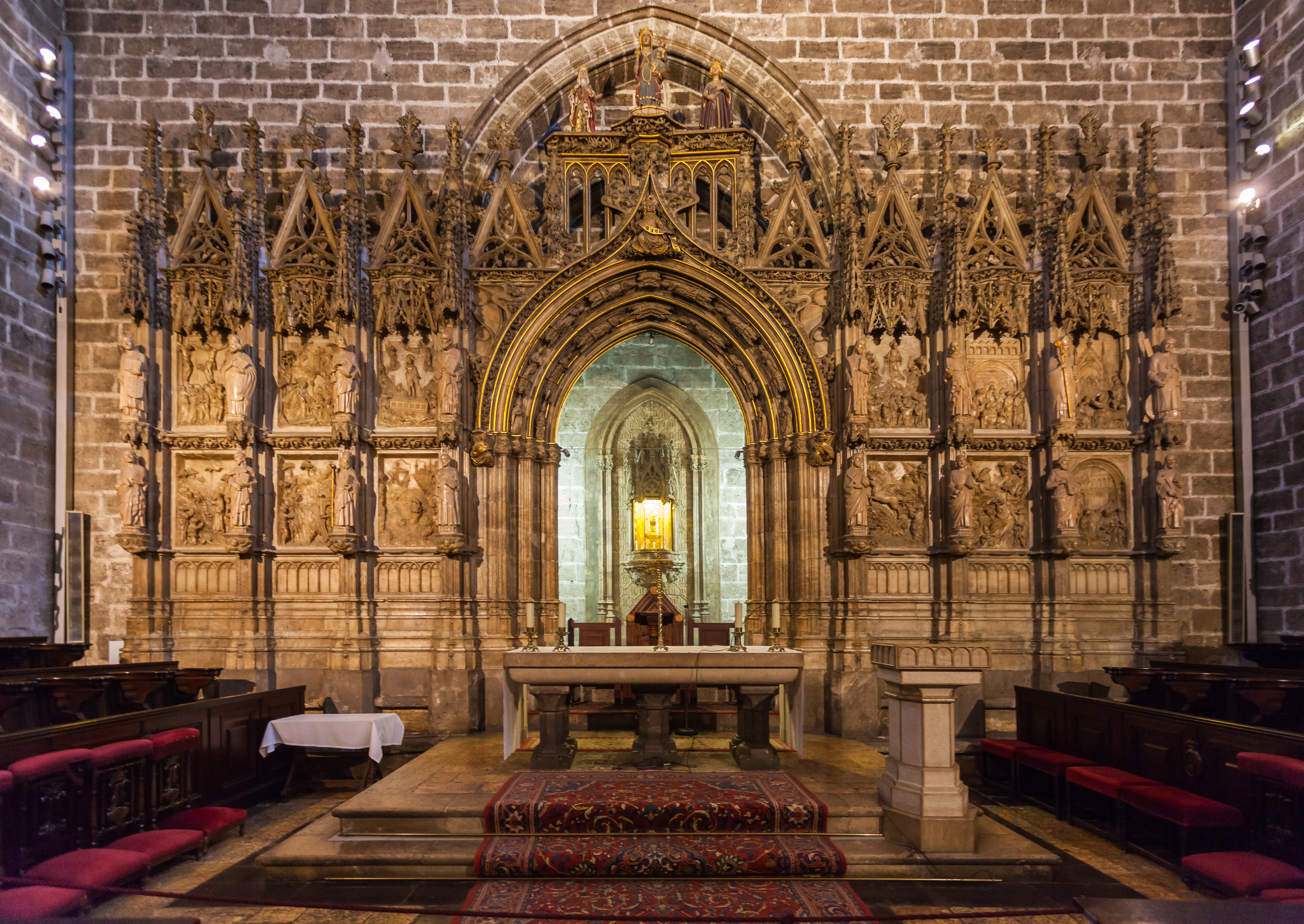
Capilla del Santo Cáliz de Valencia

Durante la Edad Media y hasta el siglo XIX, los cristianos distinguieron claramente entre el Grial, un objeto literario, y el Cáliz de la Última Cena, una reliquia que, como tantas, podía encontrarse en diferentes santuarios. La Iglesia, por su parte, ignoró la leyenda por completo y sólo un escritor eclesiástico, el mencionado Helinand, lo menciona al pasar.
A partir de la difusión romántica de las leyendas medievales y la confusión entre el relato, la leyenda y la tradición, varios autores comenzaron a considerar que ciertas copas antiguas, a menudo reliquias asociadas al Cáliz de la Cena, podían identificarse con el Grial. En el siglo XX, los medios masivos impulsaron estas identificaciones y fueron usadas como reclamos publicitarios:
1. El Santo Cáliz de la Catedral de Valencia: en la antigua sala capitular, hoy Capilla del Santo Cáliz de la Catedral de Valencia, se conserva un cáliz que la tradición aragonesa identifica con el usado durante la Última Cena y traído de Roma en el siglo III por intermedio del diácono y mártir Lorenzo. Esta reliquia, cuya identificación con el Grial es moderna, fue custodiada en diversos santuarios del Alto Aragón, y trasladado, junto a todo el relicario de la Corona de Aragón, a la Catedral de Valencia el 18 de marzo de 1437. Recientes investigaciones muestran que se compone de una copa de ágata de 7 cm de altura y 9,5 cm de diámetro y un pie con asas añadido posteriormente; el arqueólogo Antonio Beltrán ha fechado la copa en torno al siglo I.[12] En el mismo estudio apareció una inscripción en caracteres cúficos grabada sobre la pieza de calcedonia que sirve de base a la copa, la cual, aunque no es seguro, podría hacer referencia a Medina Azahara.[13]Algunos escritores sostienen que en el Monasterio de San Juan de la Peña, donde el Santo Cáliz, estuvo desde el siglo IX, pudo haberse creado la leyenda evocada por Chrétien de Troyes y añaden que el castillo del Grial hace referencia al monte San Salvador, a cuyos pies se encuentra San Juan de la Peña.[14]Del mismo modo se ha dicho que la inscripción hallada en el pie de la copa es la inspiración de aquella, mágica, que se menciona en el «Parzival» de von Eschenbach.[15]
2. El Cáliz de doña Urraca: según Margarita Torres y José Miguel Ortega del Río, este objeto, que se remonta al siglo XI en su forma actual, sería el auténtico Grial, donado por un califa fatimí en 1054 al emir de la taifa de Denia, quien la regaló a Fernando I el Magno, rey de León tras la muerte de Vermudo III en la batalla de Tamarón.[16] Los autores de la hipótesis la presentaron en su libro: Los reyes del grial, donde aseguran que: «la copa que la comunidad cristiana de Jerusalén en el siglo XI consideraba que era el cáliz de Cristo, se encuentra en la Basílica de San Isidoro de León». Esta investigación ha sido criticada por su escaso valor académico y sus errores en la interpretación de los textos.[17]
3. El Sacro Catino de Génova, que fue llevado tras la Primera Cruzada a Italia. Es un plato hexagonal verde que se creía de esmeralda, aunque es un cristal verde egipcio. Nunca se lo identificó con el Grial, sino con una de las piezas de la vajilla usada durante la Cena.
4. El santo grial de O´Cebreiro (Lugo): El Cebrero es una aldea de Galicia en el Camino de Santiago. En ella existe un cáliz, que posee una gran importancia religiosa, ubicado en el Monasterio de Santa María do Cebreiro, existente desde mediados del siglo IX, vinculada a un hospital que asistía a los viajeros. El Cáliz en cuestión parece datar del siglo XII y presenta las inscripciones: "Hoc sacratur quo cuntis vita parabatur";"In nomine nostri christi et beate Marie Virgine". Una leyenda mencionada por diversas fuentes históricas relata que sobre el altar de la capilla lateral de la iglesia estaba celebrando la eucaristía un monje. El religioso pensaba que aquel crudo día de invierno, en que la nieve se amontonaba y el viento era insoportable, nadie vendría a la misa, pero acudió un tal Juan Santín, devoto vecino de la aldea de Barxamaior. El monje menospreció el esfuerzo del campesino “para ver un poco de pan y de vino”, pero en el momento de la consagración la Hostia se convirtió en carne sensible a la vista, y el contenido del cáliz en sangre, la cual manó hasta teñir los corporales. La leyenda, según algunos, llegaría al norte de Europa, llevada por los peregrinos franceses y alemanes, siendo la inspiración de ciertos relatos vinculados al grial.[cita requerida] En 1486 los Reyes Católicos, de peregrinaje a Santiago, se detuvieron en el monasterio y donaron los fanales donde se guardan las reliquias del milagro. Se supone que este cáliz es el que figura en el escudo de Galicia [cita requerida], pero lo cierto es que el cáliz era un emblema de Galicia por razones de paronomasia. El medievalista Mathew Kuefler llegó a la conclusión de que, en realidad, la creencia de que el Cáliz de O Cebreiro fuese asimilado al santo grial es producto de una simple confusión lingüística, ya que la hospedería de O Cebreiro estaba dedicada a San Geraldo de Aurillac, cuyo nombre se pronunciaba Guiral en occitano, dando pie a dicha confusión: de ahí la asociación entre la copa milagrosa en la hospedería de San Guiral y el santo grial.[18]
5. El Cáliz de Antioquía de la Colección The Cloisters del Metropolitan Museum de Nueva York, descubierto en Siria a principios del siglo XX. Investigaciones de finales del siglo XX sostienen, sin embargo, que la copa de Antioquía sería una falsificación contemporánea a su hallazgo.[19]
6. El Vaso de Nanteos es un cuenco medieval de madera, procedente de la Mansión Nanteos, en Gales. Según la tradición de la familia Powell, propietaria de la reliquia, procede de la abadía de Glastonbury. Sin embargo, los que la examinaron llegaron a la conclusión de que se trata de un objeto del siglo XIV. Además, la tradición judía evita objetos porosos (como la madera) para la degustación del vino.
7. El Cáliz de Ardagh encontrado en Irlanda, que se halla en el museo nacional de Dublín. Se trata de una pieza de orfebrería irlandesa fechada en el siglo VIII y nunca fue identificado con el grial de la leyenda.
8. La Copa de Hawkstone Park, propiedad de Victoria Palmer. La reivindicación de esta pieza ha sido hecha por Graham Phillips, quien sostiene que la pieza fue llevada a Inglaterra tras ser saqueada Roma por los visigodos. La copa no mide más de seis centímetros, está hecha de una piedra semipreciosa —ónice verde— y, según el propio Philips, es muy posible que date de la época romana.[20]
9. Achatschale: el Cuenco de Ágata que se encuentra en el tesoro de los Habsburgo en Viena. Se trata de un cuenco del siglo IV procedente de Constantinopla o Tréveris y que lleva una supuesta inscripción que puede leerse como XRISTO, interpretada como una referencia a Cristo, o bien como ARISTO, que podría ser el nombre del grabador. Las últimas investigaciones revelan que se trata, simplemente, de una ilusión óptica.[21] El cuenco forma parte de las reliquias imperiales del desaparecido Sacro Imperio Romano Germánico, entre las cuales también figura la Lanza de Longinos,[22] y dada la inscripción fue asociado, desde el siglo XX, con el grial.[23][24]
10. La Copa de Santa Isabel: Copa que perteneció a Santa Isabel de Hungría, a la cual, tras la muerte de la santa, se le atribuyeron curaciones milagrosas. Isabel fue educada en la corte de Turingia, donde residió por un tiempo Wolfram von Eschenbach, autor de Parsifal.[25]

## Origen e interpretaciones del grial
El grial es parte de la mitología cristiana medieval, por lo que carece de referencias específicas en los textos bíblicos. Diversos elementos han entrado en la formación del mito, entre ellos las leyendas monacales con su contenido alegórico y las referencias precristianas a recipientes mágicos, como el cuerno de la abundancia o los calderos de la tradición céltica.
Autores posteriores identifican al grial con la piedra filosofal de los alquimistas, las supuestas reliquias halladas por los Templarios o una alusión velada a la descendencia de Jesús. En su mayor parte, estos investigadores se vinculan a teorías de conspiración elaboradas con escaso rigor histórico.
Peter Redgrove y Penelope Shuttle vieron, poéticamente, en la imaginería del grial un símbolo de la matriz femenina y del ciclo menstrual.
El filósofo francés René Guénon identifica el grial con el Sagrado Corazón de Jesús. Para este, la pérdida del grial simboliza al hombre desalojado de su centro original por su propia culpa, esto es, la pérdida del "sentido de la eternidad", con lo que se ve en lo sucesivo encerrado en la esfera temporal.
La leyenda del grial ha fascinado a numerosos personajes históricos. El medievalista alemán Otto Rahn fue el más conocido de ellos por su vinculación con el régimen nazi. En efecto, tras haber escrito un libro sobre el tema: Kreuzzug gegen den Gral (Cruzada contra el grial. Tragedia del catarismo), donde vinculaba al grial con el movimiento cátaro, Rahn llamó la atención de Heinrich Himmler, jefe de la Sociedad Ahnenerbe, quien lo hizo ingresar a las SS. Disgustado con esta organización, Rahn renunció y posteriormente fue encontrado muerto (oficialmente se la calificó como suicidio). Este episodio ha dado pie a la creencia en una búsqueda secreta del grial por la jerarquía nazi, siempre vinculada a temas ocultos.
En algunos textos de la Baja Edad Media, el santo grial aparece transcrito como «San Gréal», lo que ha dado lugar a interpretaciones esotéricas, según las cuales el nombre derivaría de una supuesta forma «Sang Réal», es decir, «sangre real». Según los defensores de esta idea, que no es aceptada por los medievalistas, la mención de la sangre no se refiere a la de Cristo recogida en la copa, como sostienen unánimemente los textos, sino a sus supuestos descendientes.
Tal hipótesis se desarrolla en el libro de Richard Leigh y Henry Lincoln: El enigma sagrado (The Holy Blood and the Holy Grail, en inglés) utilizado como fuente por Dan Brown para su novela El Código Da Vinci.
El catedrático de germanística de la Universidad de Salamanca, Feliciano Pérez Varas, sostenía que von Eschenbach habría codificado, en su poema del grial, topónimos y antropónimos mediante unos complejos anagramas. En su interpretación, el sabio y astrónomo que el autor llama Flegetanis sería el astrónomo andalusí al-Bitrūyī (conocido como Alpetragio) y su traductor, Kyot, el poeta Miguel Escoto, quien residía en Dolet (es decir, Toledo). Concluye, pues, que la fuente primigenia de la leyenda del grial sería un texto árabe de astronomía proveniente de la Escuela de Traductores de Toledo.
El periodista Fernández Pousada postuló recientemente la identificación de los personajes del Parzival con diversos objetos de la esfera celeste, siendo el grial una referencia a la constelación Crater. 
Algunos autores ligados al esoterismo han elaborado la teoría de una presencia templaria en Argentina, transportando el santo grial. Justifican esta interpretación pseudohistórica con unos supuestos versos del poema de Eschenbach. Sin embargo, los mismos no existen en el poema; son una interpolación moderna debida al profesor de derecho Guillermo Alfredo Terrera.
El investigador ocultista José Ignacio Carmona Sánchez, en su estudio histórico Toledo y la Mesa de Salomón; entre Escila y Caribdis, relaciona al grial con el Castillo de Montalbán y la Iglesia de Santa María de Melque en Toledo. Especulaciones que vincula, sin pruebas históricas, con la leyenda de la Mesa de Salomón y con tradiciones cabalísticas.
A partir del siglo XX, y especialmente en el ámbito anglosajón, se utiliza la expresión "grial" o "santo grial" para designar cualquier tema que es objeto de una intensa búsqueda.

## Literatura, cine y música
La leyenda del santo grial ha sido fuente de inspiración de obras literarias, óperas, películas y series de televisión:
- Perceval o el cuento del grial, de Chrétien de Troyes
- La muerte de Arturo, de Thomas Malory
- Parsifal, ópera de Richard Wagner
- Los caballeros del rey Arturo, película de Richard Thorpe
- Excalibur, película de John Boorman
- Indiana Jones y la última cruzada, película de Steven Spielberg
- El péndulo de Foucault, novela de Umberto Eco
- El código Da Vinci, novela de Dan Brown
- El cáliz de plata, novela de Thomas B. Costain
- El código de los templarios, de Florian Baxmeyer
- Na noite estrelecida, de Ramón Cabanillas
- Fate/stay night, novela visual producida por Type-Moon, así como en su precuela Fate/Zero
- Los hijos del grial, pentalogía de Peter Berling
- «El santo grial», canción del grupo de rock español Mägo de Oz
- Monty Python and the Holy Grail, comedia del grupo humorístico Monty Python
- Mystère, canción del cantautora francés Nolwenn Leroy inspirada en el grial, lanzada en su álbum Histoires Naturelles en 2005 ("Mais comment ai-je pu trouver normal / Que le Graal ne soit que de métal ?")
- El círculo mágico, libro de Katherine Neville
- AD – Sangreal, álbum de la banda inglesa Mandalaband, del historiador David Rohl.
- En las dos últimas temporadas de la serie de ciencia ficción Stargate SG-1 el Sangraal aparece como un arma creada por Merlín para acabar con los Ori, unos seres ascendidos semejantes a dioses.
- En el juego Warhammer, dentro del ejército de Bretonia, se encuentran los Caballeros del Grial. Son aquellos que, tras una larga búsqueda llena de peligros y pruebas, han bebido del grial y se han visto bendecidos por su poder.
- Holy Grail, álbum de la banda de Metal sinfónico japonesa Versailles ~Philharmonic Quintet~
- "Holy Grail", canción interpretada por Jay-Z y Justin Timberlake.
- Sailor Moon S, tercera temporada: Los villanos de esta temporada buscan el santo grial, con el que pretenden dominar el mundo.
- La gran aventura de Mortadelo y Filemón: El Súper le encarga a Filemón que le traiga el santo grial, objeto que posee el Tirano.
- Transformers: la era de la extinción: Joshua llama al transformium el santo grial.
- El fuego invisible, de Javier Sierra.
- Knightfall (serie de televisión)